# Acornsoft
Acornsoft foi o braço de software da Acorn Computers Ltd, e outra publicadora de software BBC Micro e Acorn Electron. Assim como games, ela também produziu um grande número de títulos educacionais.
Enquanto muito de seus títulos eram clones ou remakes de games de arcade populares (e.g. Hopper é um clone de Sega's Frogger, Snapper é Namco's Pac-Man, Arcadians é Namco's Galaxian), eles também publicaram um grande número de títulos originais e inovadores (tais como Revs e Elite).
Acornsoft também publicou um número de games de aventura em texto, como Philosopher's Quest e Countdown toDoom.
Eles venderam a marca Acornsoft games à Superior Software em 1986. Muitos jogos foram re-re-lançados por eles, geralmente como parte de compilações tais como o PlayIt Again Sam e a série Acornsoft Hits. A marca Acornsoft também era usada no pacote de todos os games da Superior.

## Títulos
- Acheton - Game de aventura em texto
- Arcadians - Um clone deGalaxian
- Aviator - Um simulador de voo Spitfire. Com aliens...
- Bouncer - Um Q*Bert clone
- Carousel - Um Carnival clone
- Castle of Riddles - Game de aventura em texto
- Countdown to Doom - Game de aventura em texto
- Crazy Tracer - Um Amidar clone
- Drogna - Jogo de estratégia baseado numa seção do game show de TV da BBCThe Adventure Game.
- Elite - Uma batalha no espalo 3D
- Firebug
- Free Fall - Game de sobrevivência numa estação espacial fora de controle
- Gateway to Karos - Game de aventura em texto
- Hopper - Um Frogger clone
- JCB Digger
- Kingdom of Hamil - Game de aventura em texto
- Labyrinth
- Magic Mushrooms
- Meteor Mission - Um Lunar Rescue clone
- Meteors - Um Asteroids clone
- Missile Base - Um Missile Command clone
- Monsters - Um Space Panic clone
- Philosopher's Quest - Game de aventura em texto
- Planetoid - Um Defender clone originalmente lançado como Defender
- Revs - Um simulador de corrida daFormula Three
- Rocket Raid - Um Scramble clone
- Snapper - UmPac-Man clone
- Sphinx Adventure - Game de aventura em texto
- Starship Command
- Super Invaders - Um Space Invaders clone
- Volcano - Um game no qual você resgata pessoas do outro lado de um vulcão ativo com um helicóptero

## Alcance dos games
Incluindo todos games arcade, games de aventura em texto e jogos de tabuleiro. Todos os games eram compatíveis com o BBC Micro Modelo B. Games seguidos por Model A & B eram compatíveis com ambas máquinas. Games seguidos por Electron eram também lançados separadamente para o Acorn Electron. O jogos são listados por seus números de catálogo.
- G01 Philosopher's Quest (BBC 1982, Electron 1984)
- G02 Defender (BBC 1982) deleted for legal reasons and later re-released as Planetoid
- G02 Aviator (BBC 1983) released with G26-G28 but re-used the deleted Defender's number
- G03 Monsters (BBC 1982, Electron 1983)
- G04 Snapper (BBC 1982, Electron 1983)
- G05 Rocket Raid (BBC 1982)
- G06 Arcade Action (BBC Model A & B 1982) 4 games: Invaders, Breakout, Dodgems and Snake
- G07 Sphinx Adventure (BBC 1982, Electron 1984)
- G08 Cube Master (BBC 1982)
- G09 JCB Digger (BBC 1983)
- G10 Chess (BBC 1982, Electron 1983)
- G11 Maze (BBC 1982, Electron 1984)
- G12 Sliding-Block Puzzles (BBC 1982)
- G13 Meteors (BBC 1982, Electron 1983)
- G14 Arcadians (BBC 1982, Electron 1984)
- G15 Planetoid (BBC 1982, Electron 1984)
- G16 Super Invaders (BBC 1982)
- G17 Castle of Riddles (BBC 1982, Electron 1984)
- G18 Missile Base (BBC 1982)
- G19 Countdown to Doom (BBC 1982, Electron ROM Cartridge 1984)
- G20 Draughts & Reversi (BBC Model A & B 1983, Electron 1983)
- G21 Snooker (BBC 1983, Electron 1984)
- G22 Starship Command (BBC 1983, Electron 1983)
- G23 Hopper (BBC 1983, Electron 1984)
- G24 Carousel (BBC 1983)
- G25 Kingdom of Hamil (BBC 1983)
- G26 Crazy Tracer (BBC 1983, Electron 1984)
- G27 Drogna (BBC 1983)
- G28 Free Fall (BBC 1983, Electron 1984)
- G29 Meteor Mission (BBC 1984)
- G30 Gateway to Karos (BBC 1983)
- G31 Boxer (BBC 1984, Electron 1984)
- G32 Tetrapod (BBC 1984)
- G33 Volcano (BBC 1984)
- G34 Black Box & Gambit (BBC 1984)
- G35 Bouncer (BBC 1984)
- G36 The Seventh Star (BBC 1984)
- G37 Acheton (BBC 1984)
- G38 Elite (BBC 1984, Electron 1984)
- G39 Firebug (BBC 1984, Electron 1984)
- G40 Quondam (BBC 1984)
- G41 Labyrinth (BBC 1984)
- G42 Go (BBC 1984, Electron 1984)
- G43 Revs (BBC 1984)
- G44 Revs 4 Tracks (BBC 1985) extra tracks for the main game
- G45
- G46 Magic Mushrooms (BBC 1985, Electron 1985)
- G47 Elite enhanced (BBC 1986) incl. 6502 Second Processor and Master 128 versions

Existem também um número de jogos completos, mas que não foram lanlçados que caíram em domínio público tais como Crazy Balloon,Hellforce e Bandit que são de 1983.

## Jogos educacionais
A Acornsoft produziu bastante títulos de games, para diferentes grupos de idade.
- E01 Algebraic Manipulation (BBC Model A & B 198?)
- E02 Peeko-Computer (BBC 198?, Electron 1984)
- E03 Business Games (BBC 198?, Electron 1984) 2 games: Stokmark and Telemark
- E04 Tree of Knowledge (BBC 198?, Electron 1983)
- E05 Word Hunt (BBC 198?, Electron 1984)
- E06 Word Sequencing (BBC 198?, Electron 1984)
- E07 Sentence Sequencing (BBC 198?, Electron 1984)
- E08 Number Balance (BBC 198?, Electron 1984)
- E09 Missing Signs (BBC 198?, Electron 1984)
- E?? Speed and Light (BBC 198?)
- E?? Density and Circuit (BBC 198?)
- E12 Chemical Analysis (BBC 198?)
- E13 Chemical Simulations (BBC 198?)
- E14 Chemical Structures (BBC 198?)
- E15 Jars (BBC 198?)
- E16 Temperature Control Simulation (BBC 198?)
- E17 The Examiner (BBC 198?)
- E18 Spooky Manor (BBC 198?)
- E19
- E20
- E21
- E22 Talkback (BBC 198?, Electron 1984)
- E23 Workshop (BBC 198?, Electron 1984)
- E24 ABC (BBC 198?)

Acornsoft também publicou e distribuiu vários jogos softwares educacionais desenvolvidos pela ASK (Applied Systems Knowledge) que eram bastante usados em escolas rodando em BBC Micros. Estes incluíam Podd (onde um personagem gordinho e vermelho faz coisas como pular, dançar, sorrir, Squeeze (um game de estratégia para dois jogadores) e Cranky (resolver problemas matemáticos para reparar uma calculadora viva). Estes títulos eram parte do catálogo da Acornsoft mas usados com código diferente. Eles rodam em ambos os BBC Micro Model B e Acorn Electron.
O Ivan Berg Software foi também principalmente educacional mas tinha seu próprio código distinto do (XBX??). Este incluía o 6 Grandmaster Quizzes (Cinema, crime e detecção, música, história, ficção científica)"..I Do" Your Guide to a Happy Marriagee The Dating Game e os guias de revisão GCE/CSE (matemática, biologia e inglês).
Acornsoft também distribuiu outors programas educacionais desenvolvidos por companhias como a ICL, GoodHousekeeping e Bourne mas eles não eram considerados do catálogo oficial.

## Programas office da Acornsoft
Acornsoft produziu vários softwares office para uso pessoal e para negócios.
- B01 Desk Diary (BBC 198?, Electron 1984)
- B02 Forecast (BBC 198?)
- B03 VIEW (BBC 198?, Electron ROM cartridge 1984)
- B04 VIEW Printer Drivers (BBC 198?)
- B05 Personal Money Management (BBC 198?, Electron 1983)
- B06 Database (BBC 1983, Electron 1984)
- B07 ViewSheet (BBC 1984, Electron ROM cartridge 1984)
- B08 Invoicing (BBC 1984)
- B09 Mailing (BBC 1984)
- B10 Accounts Receivable (BBC 1984)
- B11 Stock Control (BBC 1984)
- B12 Order Processing (BBC 1984)
- B13 Accounts Payable (BBC 1984)
- B14 Purchasing (BBC 1984)
- B15 Hi-View (BBC 19??)

## Acornsoft - Linguagem de programação
Acornsystems criou versão da linguagem de programação BBC BASIC como padrão, e Acornsoft também produziu outras linguagens de programação que poderiam ser carregadas em um cassete ou disco em alguns casos, em forma de ROM.
- L01 FORTH (BBC 1982, Electron 1983)
- L02 LISP (BBC 1982, Electron 1983, Electron ROM cartridge 1984)
- L03 BCPL (BBC 1983)
- L04 Microtext (BBC 1983)
- L05 6502 Development System (BBC 1985)
- L06 Logo (BBC 1983, Electron ROM cartridge 1985)
- L07 Turtle Graphics (BBC 1983, Electron 1984)
- L08 S-Pascal  (BBC 1983, Electron 1984)
- L09 LISP Demonstrations (BBC 1984)
- L10 BCPL Calculations Package (BBC 198?)
- L11
- L12 BCPL Stand Alone Generator (BBC 198?)
- L13 FORTH - ROM version (BBC 198?)
- L14 LISP - ROM version (BBC 198?)
- L15
- L16
- L17 PROLOG Micro (BBC 1985)
- L18 ISO-Pascal (BBC 198?, Electron ROM cartridge 1985)
- L19 COMAL (BBC 198?)
- L20
- L21
- L22 BASIC Editor (BBC 1985)
- L23 Termulator (BBC 198?)

## Gráficos
Os gráficos eram usados para demonstrar o poder gráfico dos computadores Acorn, mas apenas 3 títulos estavam disponíveis.
- X01 Creative Graphics (BBC 198?, Electron 1983)
- X02 Graphs & Charts (BBC 198?, Electron 1983)
- X03 Picture Maker (BBC 1983, Electron 1984)
- X04 Shirley Conran's Magic Garden (BBC 1983)
- X05 Collector's Catalogue (BBC 198?)
- X06 Membership Manager (BBC 198?)
- X07 One To Nine (BBC 198?)
- X08 Hooked On Numbers (BBC 1983)
- X09
- X10 Complete Cocktail Maker (BBC 198?, Electron 1984)
- X11 Paul Daniels' Magic Show (BBC 198?, Electron 1984)
- X12 100 Programs For The BBC Micro (BBC 198?)
- X13 Linkword French (BBC 1984)
- X13 Linkword Italian (BBC 1984)
- X13 Linkword Spanish (BBC 1984)
- X13 Linkword German (BBC 1984)
- X17 Watch Your Weight (BBC 198?, Electron 1984)
- X18 Me & My Micro (BBC 198?, Electron 1984)